# Топкинбашева
Топкинбашева (тат. Тәпкенбаш) — деревня в Тобольском районе Тюменской области России, деревня входит в состав Лайтамакского сельского поселения.
Находится недалеко от реки Топкинбашская, в 91 км от Тобольска. Расположена в регионе Заболотье. Дороги просёлочные, грунтовые, деревня считается трудно доступной. Летом прилетает пассажирский самолёт Ан-2.

## Население
| 2010 |
| ---- |
| 80   |